# باتريك غيليسبي
باتريك غيليسبي (بالإنجليزية: Patrick Gillespie)‏ هو لاعب كرة قاعدة أمريكي، ولد في 30 نوفمبر 1851 في كربونديل في الولايات المتحدة، وتوفي بنفس المكان في 4 مايو 1910.

## وصلات خارجية
- باتريك غيليسبي على موقعبيزبول رفرنس.كوم (الدوري الرئيسي) (الإنجليزية)
- باتريك غيليسبي على موقعبيزبول رفرنس.كوم (الدوري الثانوي) (الإنجليزية)
- باتريك غيليسبي على موقع جمعية أبحاث البيسبول الأمريكية (الإنجليزية)